# Suore ausiliatrici delle anime del Purgatorio
Le suore ausiliatrici delle anime del Purgatorio (in polacco Zgromadzenie Sióstr Wspomożycielek Dusz Czyśćcowych) sono un istituto religioso femminile di diritto pontificio: le suore di questa congregazione pospongono al loro nome la sigla W.D.C.

## Storia
Le origini della congregazione risalgono al sodalizio organizzato da Wanda Olędzka secondo il modello delle ausiliatrici delle anime del Purgatorio di Parigi: con il sostegno del cappuccino Onorato da Biała,  nel 1890 la Olędzka riunì a Zakroczym una comunità di donne che si proponevano di suffragare le anime purganti attraverso il servizio ai poveri e agli ammalati.
Ammalatasi di tifo, Wanda Olędzka abbandonò la compagnia e Onorato da Biała ne affidò la direzione a Natalia Nitosławska. L'opera fu trasferita a Nowe Miasto e il 13 novembre 1892 la Nitosławska e le sue compagne emisero la prima professione, dando inizio alla congregazione.
La prima approvazione scritta giunse nel 1930 da parte di Stanisław Gall, arcivescovo ausiliare di Varsavia, e fu confermata nel 1950 e poi nel 1957 e nel 1964 dal primate di Polonia.

## Attività e diffusione
Le suore suffragano le anime del purgatorio attraverso le opere di misericordia in favore dei poveri e dei sofferenti: si dedicano prevalentemente all'assistenza agli ammalati negli ospedali e a domicilio e alla cura degli anziani in case di riposo.
Oltre che in Polonia, sono presenti in Germania, in Lettonia e in Lituania; la sede generalizia è a Sulejówek.
Alla fine del 2008 la congregazione contava 90 religiose in 13 case.